# Cladolejeunea aberrans
Cladolejeunea aberrans là một loài Rêu trong họ Lejeuneaceae. Loài này được (Stephani) Zwickel mô tả khoa học đầu tiên năm 1933.